# 별바라기
《별바라기》는 대한민국의 전 예능 토크쇼 프로그램이다.

## 출연자

### 진행자
- 강호동

### 고정 패널
- 키
- 임호
- 김영철
- 송은이

## 역대 게스트
| 회차           | 방송일   | 출연자                                                               |
| -------------- | -------- | -------------------------------------------------------------------- |
| 파일럿         | 5월 1일  | 이휘재, 은지원, 유인영, 손진영, 인피니트                             |
| 1회            | 6월 19일 | 윤민수, 우지원, 오현경                                               |
| 2회            | 6월 26일 | 백지영, 박형식, 황광희, 김종민                                       |
| 3회            | 7월 3일  | 박현빈, 정준영, 플라이투더스카이                                     |
| 4회            | 7월 10일 | 홍석천, 류현경, 유세윤, 장동민, 강예빈                               |
| 5회            | 7월 17일 | 조성모, 박혁권, 걸스데이                                             |
| 6회            | 7월 24일 | 비스트, 유노윤호, 김경호                                             |
| 7회            | 7월 31일 | 안재모, 써니, 헨리                                                   |
| 8회            | 8월 7일  | 박남정, 김완선, 강수지                                               |
| 9회            | 8월 21일 | 포미닛, 씨스타, 로버트 할리, 파비앙, 크리스티나 콘팔로니에리, 성시경 |
| 10회           | 8월 28일 | 주현미, 홍진영, 송소희                                               |
| 11회           | 9월 11일 | god(박준형, 손호영, 김태우), 2PM(택연, 우영, 찬성)                   |
| 12회(마지막회) | 9월 18일 | 슈퍼주니어 (이특, 규현, 신동, 은혁, 려욱)                            |

## 결방사례
- 2014년 8월 14일: 파일럿 프로그램 동네 한바퀴 편성으로 인한 결방
- 2014년 9월 4일: 단막극 터닝포인트 편성으로 인한 결방